# Chalkeró
Chalkeró (Chalkero) är en ort i Grekland.   Den ligger i prefekturen Nomós Kaválas och regionen Östra Makedonien och Thrakien, i den nordöstra delen av landet, 300 km norr om huvudstaden Aten. Chalkeró ligger 100 meter över havet och antalet invånare är 194.
Terrängen runt Chalkeró är kuperad åt nordväst, men åt sydost är den platt. Havet är nära Chalkeró åt sydost. Runt Chalkeró är det ganska tätbefolkat, med 70 invånare per kvadratkilometer. Närmaste större samhälle är Kavála, 7,0 km sydväst om Chalkeró. Trakten runt Chalkeró består i huvudsak av gräsmarker.